# 和籴法
和籴法，是中国历史上对粮食供应进行国家管理的一种方法。在丰收的年份或者粮食盛产地区，政府用低价收购粮食屯藏，来避免粮食歉收的时候出现饥荒。此方法从汉武帝时开始实施，以后各朝代不同程度上都实行過，但此法经常遭到粮食生产者和商人的抵制。
宋朝政府用印刷的纸币（会子）强制采购民间的粮食，造成嚴重的通貨膨脹。